# Denys Sylantjew

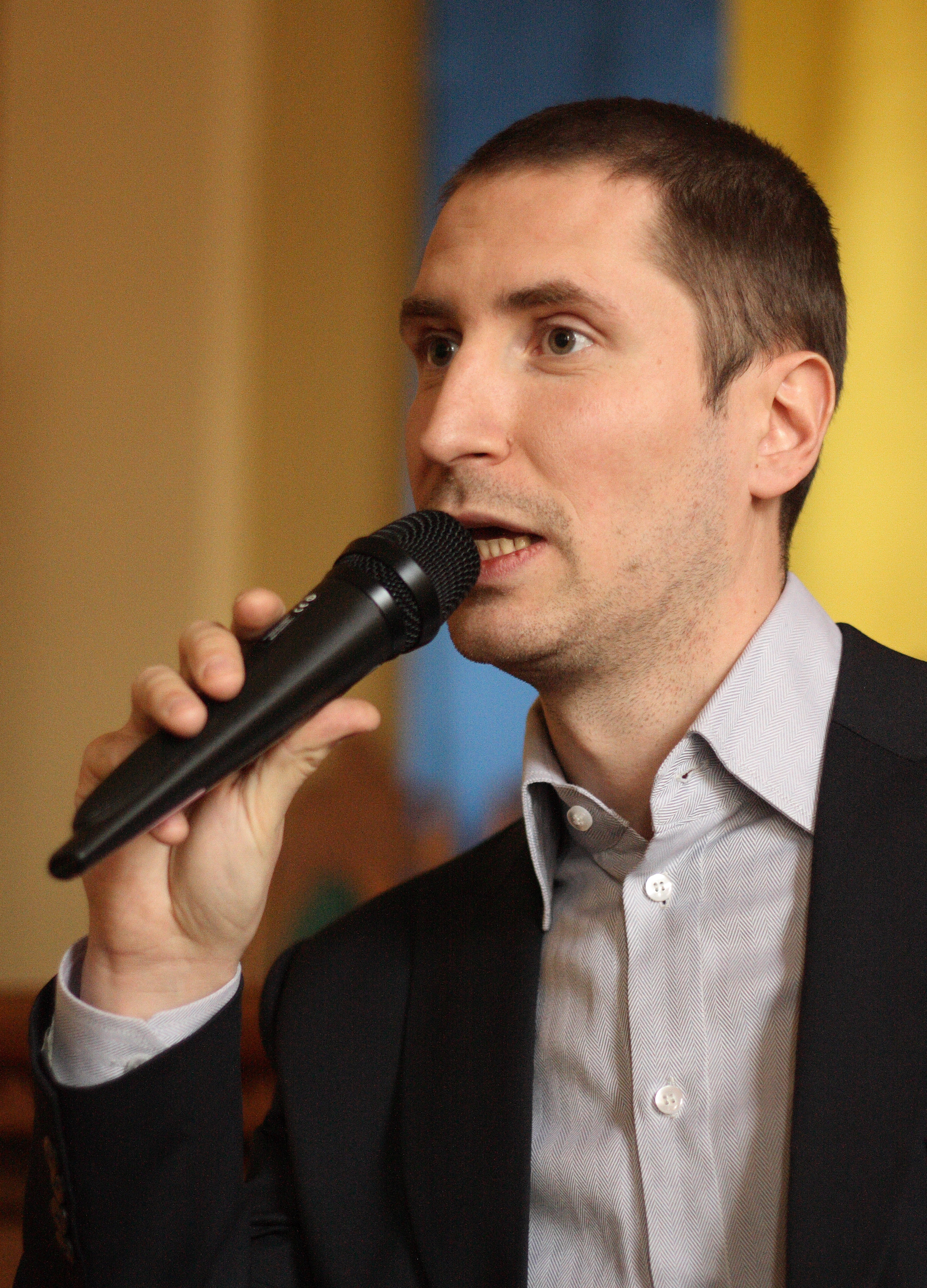
Denys Sylantjew (2010)

Denys Olehowytsch Sylantjew (ukrainisch Денис Олегович Силантьев; * 3. Oktober 1976 in Saporischschja) ist ein ehemaliger Schwimmer aus der Ukraine.
Sylantjew gewann bei den Olympischen Spielen 2000 in Sydney die Bronzemedaille über 200 m Schmetterling. Außerdem siegte er drei Mal bei der Schwimmerserie Mare Nostrum. 2004 wurde er Europameister über seine Paradedisziplin, den 200 m Schmetterling.
Im Jahr 1998 wurde er zu Europas Schwimmer des Jahres gewählt.